# Emmy Diemer-Nicolaus
Emmy Diemer-Nicolaus (Gießen, 31 janvier 1910 - Stuttgart, 1er janvier 2008) est une femme politique allemande.